# Zenon Jaskuła
Zenon Jaskuła, poljski kolesar, * 4. junij 1962, Śrem, Poljska.
Jaskuła je upokojeni profesionalni cestni kolesar, ki je med letoma 1990 in 1998 tekmoval za ekipe Diana–Colnago–Animex, Del Tongo–MG Boys, GB–MG Maglificio, Jolly Componibili–Cage, Brescialat, Mapei–GB in Ros Mary–Amica Chips. Nastopil je na poletnih olimpijskih igrah leta 1988, kjer je s poljsko reprezentanco osvojil srebrno medaljo v ekipnem kronometru. Na dirkah Grand Tour je edino etapno zmago dosegel leta 1993 na Dirki po Franciji, ki jo je tistega leta končal na tretjem mestu v skupnem seštevku. Uspešen je bil tudi na Dirki po Italiji, ki jo je dvakrat končal v prvi deseterici v skupnem seštevku, leta 1991 na devetem mestu in leta 1993 na desetem. Leta 1997 je zmagal na Dirki po Portugalski. Osvojil je tudi drugi mesti na Dirki od Tirenskega do Jadranskega morja leta 1990 in Dirki po Poljski leta 1997, na Dirki po Švici pa je bil leta 1995 tretji.